# Terrot
Terrot byl francouzský výrobce motocyků sídlící ve městě Dijon. Historie firmy sahá do roku 1862, kdy Charles Terrot a Wilhelm Stücklen založili v německém Cannstattu strojní firmu. V roce 1887 otevřel Terrot pobočku v Dijonu, která roku 1890 začala vyrábět také bicykly a v roce 1902 vyrobila svůj první motocykl (motor dodal švýcarský výrobce Zédel). Firma Terrot později dodávala motocykly i do francouzské armády. Po Velké hospodářské krizi začala společnost produkovat také motorová kola. Během druhé světové války dodávala francouzské armádě motocykly s postranním vozíkem. Roku 1951 uvedla firma Terrot na trh svůj první motorový skútr a během padesátých let se soustředila na moped a jiné lehké motocykly. Roku 1958 společnost přebral Peugeot a v roce 1961 byla v původní fabrice Terrot v Dijonu ukončena výroba.